# Doliopteryx palaestinensis
Doliopteryx palaestinensis är en tvåvingeart som beskrevs av Neal L. Evenhuis och Theodor 2000. Doliopteryx palaestinensis ingår i släktet Doliopteryx och familjen svävflugor.
Artens utbredningsområde är Israel. Inga underarter finns listade i Catalogue of Life.